# Elza Arnellas Pacheco
Elza Arnellas Pacheco, detta Elzinha (San Paolo, 11 aprile 1949), è un'ex cestista brasiliana.

## Carriera
Con il Brasile ha disputato i Campionati del mondo del 1971 e due edizioni dei Giochi panamericani (Winnipeg 1967 e Cali 1971).